# Colocleora polysemna
Colocleora polysemna là một loài bướm đêm trong họ Geometridae.